# My Friend (SG 워너비의 음반)
《My Friend》는 SG워너비의 5집 앨범이다. 2008년 4월 24일 발매되었으며, SG 워너비의 전 멤버 채동하의 마지막 음반이자 새로 영입한 이석훈의 첫 번째 음반이기도 하다. 멤버 교체되고 얼마 지나지 않아서 나왔음에도 불구하고 20만장 이상의 판매고를 올리며 크게 히트한 앨범이며 2008년 골든디스크 본상을 받은 음반이다.

## 뮤직 비디오
라라라 ver.1은 엠투엠 3집의 뮤직비디오 새까맣게의 이어진 부분으로 쥬얼리의 전 멤버 조민아와 탤런트 유인영과 서준영이 출연하였지만 노래의 분위기와는 전혀 다른 뮤직비디오로 비판이 있었지만 곧바로 SG워너비 노래 2번째로 전체 멤버가 뮤직비디오에 출연을 하여 노래의 분위기를 잘 살린 뮤직비디오 라라라 ver.2로 많은 호응을 얻었다. 곧이은 후속곡 멋지게 이별의 뮤직비디오에서는 전멤버가 연기에 도전을 하였다. 멋지게 이별 뮤직비디오에는 당시에는 무명이었던 티아라의 효민이 출연하기도 했다.

## 대표곡

### 라라라
SG 워너비 5집의 타이틀 곡이다. 기존 SG 워너비의 애절한 발라드 곡이 아닌 컨트리 풍의 흥겨운 노래로 많은 사랑을 받고 있다. 특히 김진호의 파트가 예전보다 많이 적어졌고 그에 비해 김용준과 이석훈의 파트가 많아졌다는 점에서 호평을 받고 있다.

## 스포일러
남자 주인공에게는 사랑하는 여자가 있었지만, 남자의 부모는 여자에게 반대를 하고 있었다.  남자의 어머니는 여자를 지하실에 가두고, 폭우가 내리는 날에는 지하실이 물에 잠겨 여자는 익사한다. 시간이 흘러 남자에게는 새로운 여자가 생겼고, 그는 그녀와 함께 부모님께 인사를 드리러 갔다. 그러나 억울하게 죽은 헤어진 연인의 본래 정신은 새로운 여자에게 가려졌고, 여자는 결국 남자의 어머니를 잔인하게 살해했고, 그제서야 정신을 차린 여자는 여자를 부정했지만 남자는 여자를 믿지 않았고, 여자는 살해 혐의로 체포되어 정신병원으로 이송된다. 그리고 그녀는 정신병원에서 죽은 헤어진 연인의 본래 정신과 다시 마주하게 된다.

### 멋지게 이별
SG 워너비 5집의 후속곡이다. SG 워너비풍의 애절한 미디엄템포곡에 라틴풍의 음이 결합된 곡이다.

### 보고 싶어
SG 워너비 5집의 수록곡. 먼저 연가2008에서 수록된곡이었으며, sg워너비의 애절한 발라드곡. 5집에는 이석훈도 참여하여 SG워너비 모든멤버가 참여한 유일한 곡이기도 하다

## 트랙 리스트
1. 라라라 - 4:37
2. 연락해요 - 3:40
3. Happy! - 4:03
4. 죄와 벌 Part.Ⅱ - 3:38
5. 이토록 아름다운 - 4:36
6. あいたい (보고싶어) - 4:16
7. 멋지게 이별 - 9:11
8. 사랑하니까 - 4:14
9. 보고싶어 - 3:54
10. 그녀의 소식 - 3:38
11. 멜로디 - 4:14
12. Kiss - 3:13
13. 여보세요 - 3:50
14. How To Love - 4:20